# Network Rail
Network Rail es la empresa propietaria (a través de su filial Network Rail Infrastructure Ltd, conocida como Railtrack plc antes de 2002) y gestora de infraestructuras de la mayor parte de la red ferroviaria de Inglaterra, Escocia y Gales. Network Rail es un organismo público del Departamento de Transporte del Reino Unido sin accionistas, que reinvierte sus ingresos en los ferrocarriles.
Los principales clientes de Network Rail son las empresas privadas de explotación de trenes, responsables del transporte de pasajeros, y las empresas de explotación de mercancías, que prestan servicios ferroviarios en la infraestructura que la empresa posee y mantiene. Desde el 1 de septiembre de 2014, Network Rail está clasificada como "organismo del sector público".